# Laurasiformes
Laurasiformes (nombre que significa "formas de Laurasia") es un clado extinto de dinosaurios saurópodos que vivieron a finales del Cretácico en Europa, América del Norte y del Sur. Fue definido en 2009 por el paleontólogo español Rafael Royo-Torres como el clado que contiene a los saurópodos más cercanamente relacionados con Tastavinsaurus que a Saltasaurus. Los géneros que se supone forman parte del grupo incluyen a Aragosaurus, Phuwiangosaurus, Venenosaurus, Sonorasaurus y Tastavinsaurus.
Su posición exacta y validez son inciertas, y varían según los autores. Un análisis cladístico encontró una agrupación similar por fuera de los Titanosauriformes, mientras que otros los han colocado dentro de los Somphospondyli o los Brachiosauridae, y en consecuencia, se ha sugerido que Tehuelchesaurus junto con otros de los géneros mencionados anteriormente forman dos clados diferentes por fuera de los titanosaurimorfes (Carbadillo et al., 2011) mientras que un análisis cladístico de 2012 no encontró fundamento para la existencia del clado, ya que la revisión de los rasgos que lo definen encontró que son problemáticos, al estar mal definidos, no estar presentes en muchos de los "laurasiformes" o ser características halladas en muchos saurópodos de otros clados.